# Museu das Artes de Sintra
O Museu das Artes de Sintra (MU.SA) é um espaço museológico sediado no antigo Casino da Vila, na zona da Estefânia, em Sintra. Alberga, para além da Coleção e da Galeria Municipal de Arte, diversas iniciativas de natureza artística e cultural de artistas consagrados e emergentes no panorama nacional e internacional, estendendo-se por várias gerações, técnicas e temáticas. O museu integra a Livraria Municipal e também contempla uma área educativa orientada ao público infantil, bem como uma zona de restauração.
Este espaço fora ocupado por parte do acervo da Coleção Berardo desde 1997 e até 2007, num período em que foi conhecido por Museu de Arte Moderna. O edifício ficou devoluto após a transferência desta coleção para o Museu Coleção Berardo, instalado no Centro Cultural de Belém. A exposição estava dedicada aos principais movimentos artísticos da arte europeia e americana desde os anos 20 até à atualidade, intercalada com várias exposições temporárias, dedicadas a diversos movimentos e correntes da arte moderna e contemporânea como o Surrealismo, Expressionismo Abstrato Americano, Arte Minimal ou a Pop Art. Autobiografia de Júlio Pomar foi a exposição de maior dimensão, uma antologia representativa de toda a obra do pintor desde o início da sua carreira. Com o intuito de apoiar jovens artistas, o Museu dedicou um espaço, denominado Nova Galeria, para a exposição de obras de artistas como Adriana Molder, Catarina Leitão, Joana Vasconcelos, Sara Maia, João Pedro Vale e Miguel Navas.